# 馬尼拉蛇鰻
馬尼拉蛇鰻為輻鰭魚綱鰻鱺目糯鰻亞目蛇鰻科蛇鰻屬的其中一種，分布於中西太平洋的菲律賓海域，棲息在底層水域，屬肉食性，生活習性不明。

## 擴展閱讀
維基物種上的相關：馬尼拉蛇鰻